# Selección juvenil de rugby de Zimbabue
La selección juvenil de rugby de Zimbabue también conocida como Young Sables es el equipo nacional de rugby regulada por la Zimbabwe Rugby Union (ZRU). La edad de sus integrantes varía según la permitida del torneo, en los Africanos (Division A) son para menores de 19 denominándose a la selección U19 Junior Sables o M19 en español; para los mundiales U20 Junior Sables.
Participa anualmente en el Trophée Barthés, principal torneo juvenil del continente africano.

## Palmarés
- Trophée Barthés (2): 2022,  2023

- Africa Cup U19 A (3): 2009, 2010, 2011[2]

## Participación en copas
| - Sudáfrica 2005: 8.º puesto - Irlanda del Norte 2007: 7.º puesto - no ha clasificado - Rusia 2010: 7.º puesto - Georgia 2011: 8.º puesto (último) - Estados Unidos 2012: 7.º puesto - Zimbabue 2016: 8.º puesto (último) - Kenia 2023: 5.º puesto - U20 Canada Conference 2022: 2° puesto | - Africano A 2007: 2.º puesto - Africano A 2008: 2.º puesto - Africano A 2009: Campeón - Africano A 2010: Campeón - Africano A 2011: Campeón - Africano A 2012: 2.º puesto - Africano A 2013: 3.º puesto - Africano A 2014: 3.º puesto - Africano A 2015: 2.º puesto - Africano A 2016: 2.º puesto - Trophée Barthés 2017: 7.º puesto - Trophée Barthés 2018: 3.º puesto (grupo Sur) - Trophée Barthés 2022: Campeón invicto - Trophée Barthés 2023: Campeón invicto - Trophée Barthés 2024: 2.º puesto - Trophée Barthés 2025: 3.º puesto |